# Unclejackia crispifolia
Unclejackia crispifolia là một loài Rêu trong họ Brachytheciaceae. Loài này được (E.B. Bartram) Ignatov, T.J. Kop. & D.H. Norris miêu tả khoa học đầu tiên năm 1999.